# Cachoeira da Mariquinha
A Cachoeira da Mariqunha é uma queda-d'água localizada nas proximidades de Ponta Grossa, no estado brasileiro do Paraná.
Com 30 metros de altura, é uma unidade de conservação do município e considerada uma das atrações turísticas da cidade.